# Lepidodexia palpalis
Lepidodexia palpalis är en tvåvingeart som först beskrevs av Carroll William Dodge 1968. Lepidodexia palpalis ingår i släktet Lepidodexia och familjen köttflugor.
Artens utbredningsområde är Panama. Inga underarter finns listade i Catalogue of Life.